# Crime d'État (téléfilm)
Pour l’article homonyme, voir Crime d'État.
Pour plus de détails, voir Fiche technique et Distribution.
Crime d'État est un téléfilm historique français, réalisé par Pierre Aknine et diffusé le 29 janvier 2013 sur France 3. Il traite de l'affaire Robert Boulin et soutient la thèse de l'assassinat ou d'un dérapage se terminant par un meurtre.

## Synopsis
Le film commence par dire : « cette œuvre est une œuvre de fiction qui s'inspire de faits réels et les interprète librement tant du point de vue des personnages que des événements ».
La première scène montre le héros du film, Robert Boulin qui est mort, mais qui parle en voix off : « j'ai froid, je n'ai jamais eu aussi froid de ma vie, je suis comme un bloc de glace, je sais bien mon cœur a cessé de battre, mais je respire de toute mon âme ». Robert Boulin, 59 ans, flotte dans cinquante centimètres d'eau, la tête et le dos dépassant de l'eau.
La seconde scène, intitulée « deux heures plus tôt », montre trois hommes portant le corps de Robert Boulin et qui le mettent dans un étang.
Enfin, la troisième scène explique comment a commencé l'histoire de l'assassinat, cinq ans plus tôt, en 1974, par une trahison, quand le gaulliste UDR Chirac a permis la victoire à la présidentielle d'un non-gaulliste, le républicain indépendant Valéry Giscard d'Estaing, en menant un barrage avec quarante-trois députés contre le gaulliste UDR, Jacques Chaban-Delmas, dont le directeur de campagne n'est autre que Robert Boulin. Au second tour, Giscard avait gagné face à François Mitterrand.
Le président du conseil général de la Corrèze, Jacques Chirac, forme le premier gouvernement avec un grand nombre de ministres qu'il n'apprécie guère, mais imposés par Giscard, comme Michel Poniatowski, Jean-Pierre Fourcade et Jean-Jacques Servan-Schreiber. Le ministre sortant des Relations avec le Parlement, Robert Boulin, ne figure pas dans ce gouvernement Chirac : il reprend sa robe d'avocat et fait partie d'un conseil d'administration. Giscard se débarrasse du réseau Françafrique de Jacques Foccart, un des fondateurs du Service d'action civique (le SAC), et conserve auprès de lui René Journiac, le plus proche collaborateur de Foccart, dit « le Sphinx », pour qui Journiac devient un traitre. Ainsi, Journiac va être conduit à recevoir des menaces de mort venues d'Afrique.
Peu après sa nomination en tant que Premier ministre, Chirac signe un contrat de vingt milliards de francs à l'occasion de la visite du chah d'Iran le 24 juin 1974, puis le 30 octobre Chirac signe un contrat de quinze milliards de francs avec l'Irak où il s'est rendu ; le 20 décembre suivant, il se déplace en Iran et obtient la signature d'un autre contrat, cette fois-ci de trente-cinq milliards de francs.
Lors d'un repas entre Henri Tournet, un promoteur immobilier et Robert Boulin, le député-maire de Libourne (Gironde), ce dernier dit que Chirac n'est pas un gaulliste, mais un « opportuniste », et qu'il ne se rallierait jamais à lui.
Pendant la Seconde Guerre mondiale, Robert Boulin, résistant du réseau Navarre, échappe aux Allemands et policiers du régime de Vichy qui réclame son internement. Boulin a connu Henri Tournet, un ancien résistant lui aussi, douze ans plus tôt en 1967, quand ce dernier est venu s'installer dans le même immeuble de la rue de Rémusat du 16e arrondissement de Paris. L'épouse de Tournet, Monique Guix de Pinos et celle de Boulin, Colette Lalande, sont des amies d'enfance originaires de Barsac en Gironde. Ce serait Jacques Foccart qui avait ordonné à Tournet de s'installer près des Boulin pour les prendre en main.
Mais entretemps, Monique Tournet qui ne supportait plus les supercheries de son mari, avait divorcé, mais elle restait amie avec Colette Boulin. Monique Guix était même devenue la secrétaire personnelle des Boulin. Henri Tournet, de son côté, était aussi resté ami avec Robert Boulin et le reste de la famille : Collette et leurs enfants, Fabienne et Bertrand.
Tournet avait acheté en 1965, trente-cinq hectares non constructibles à Ramatuelle (Var), et en espérant que Boulin l'aide à les passer en constructible, il lui propose d'acheter deux hectares pour 40 000 francs. Colette aimerait beaucoup ce terrain situé à seulement deux kilomètres de leurs amis Sanguinetti qui habitent à Gassin.
Robert Boulin se méfie de Tournet, mais Colette lui dit que tout le Paris le fréquente.
Ce que Boulin ne sait pas, c'est que Henri Tournet a déjà vendu le même terrain en 1973 à deux chefs d'entreprise normande, qui ont réglé 2 millions de francs chez Me Groult, notaire véreux à Pont-Hébert (Manche). Ce notaire, négligeant d'enregistrer l'acte de la transaction au Bureau des Hypothèques de Draguignan sera radié plus tard. Henri Tournet, administrateur du casino de Saint-Amand-Les-Eaux avait reçu 2 millions de francs français et 1,7 million de francs suisses de la propriétaire, Suzanne Rachez (mère de Rolande qui est l'épouse d'Hermann Stromberg) qui décèdera en février 1973 dans des conditions bizarres.
Enfin Henri Tournet et son ami Jacques Foccart, avaient créé pendant la Seconde Guerre mondiale, une société qui fournissait du bois de construction pour l'Organisation Todt qui construisait le mur de l'Atlantique.
Jacques Foccart et Pierre Debizet s'entraînent au tir au pistolet dans le QG du SAC[Où ?], quand Henri Tournet vient voir Foccart pour qu'il lui signe une demande d'appui de prêt de 500 millions de francs à un banquier ami de Foccart en faveur de Henri Tournet, afin de racheter la majorité des parts d'une SSII appartenant à une vieille femme suisse. Jacques Foccart signe puis Tournet lui dit qu'il va vendre un terrain à Ramatuelle à Boulin.
La DDE accepte d'autoriser la constructibilité d'une villa sur le terrain de Ramatuelle à Robert Boulin. Tournet qui souhaite que par conséquent les trente-six autres terrains deviennent constructibles demande à Robert Boulin de venir avec lui à la préfecture du Var afin de solliciter un passe-droit en usant de son influence.
À la préfecture, le préfet répond à Henri Tournet que la loi interdit ce genre de procédure. Robert Boulin qui ne souhaite pas bénéficier de disposition appropriée et d'être complice d'un contournement de la loi, demande qu'on suive la législation en vigueur.
Pour enfumer Boulin, Henri Tournet, qui a créé une société au Liechtenstein en 1962, la société Holitour (dans laquelle Tournet détient 419 parts, les 81 autres parts appartenant au fils du directeur de la banque suisse Imefbank, Arnold Schlaepfer, demeurant à Genève), Ernst Siegrist rachète à Tournet les terrains de Ramatuelle pour la société suisse Holitour le 1er février 1974, par l'intermédiaire du notaire Long à Grimaud.
Le 6 mai 1974, la préfecture du Var certifie à Boulin que la construction d'une maison basse de 185 m2 est conforme au coefficient d'occupation des sols.
Le 18 juillet 1974, le notaire Maitre Long (Court dans le film), notaire à Grimaud, certifie à Robert Boulin, que Henri Tournet n'ayant pas obtenu la constructibilité des terrains, a vendu dans les règles les vingt-six terrains à la société suisse Holitour. Le notaire certifie à Boulin que Henri Tournet ne possède aucune part dans la société suisse Holitour. Boulin achète à Holitour le terrain non viabilisé de deux hectares à Ramatuelle (Var) pour 40 000 francs. Josephe Pichot apporte le chèque de 40 000 francs à Tournet.
Mais l'architecte ne pouvant réaliser le plan dessiné par Boulin, ce dernier échange sa parcelle avec une autre de Holitour, devant notaire. C'est alors qu'un notaire de Caen écrit à son confrère de Grimaud que Holitour n'a aucun droit sur les terrains Ramatuelle, qui appartiennent à ses clients normands. Les deux actes de Grimaud sont nuls.
Le 26 août 1974, le notaire de Grimaud écrit à Robert Boulin qui demande qu'une plainte soit déposée auprès de la Chambre des Notaires. Le 7 mars 1979, un arrêt de la Chambre d'Accusation de la Cour d'appel de Caen dessaisit le juge sommeilleux de Coutances et confie l'affaire au jeune juge Renaud Van Ruymbeke.
Le 14 décembre 1974, à la réunion du comité central de l'UDR, le secrétaire général Alexandre Sanguinetti remet sa démission en échange de la présidence de l'Office de recherche scientifique et technique d'outre-mer (ORSTOM, IRD après 1998). Chirac et Alain Devaquet présentent leur candidature, Chirac est élu et devient le chef de l'UDR, ce qui ne fait pas l'unanimité comme le rappelle Robert Boulin, qui qualifie son arrivée à la tête du parti de « hold-up et coup de force scandaleusement antidémocratique », de pantalonnade, et accuse Charles Pasqua de ne pas avoir respecté la procédure. Jacques Chaban-Delmas, l'ami de Boulin, accuse l'élection d'être un traquenard : « Chirac n'a découvert le gaullisme qu'en comptant les sièges de l'Assemblée ». Jean Charbonnel saisit le tribunal administratif pour « violations graves, répétées, délibérées des statuts de l'UDR », mais tout est verrouillé, il n'y a que des chiraquiens à la commission des conflits. Boulin démissionne de l'UDR et rend sa carte de militant avec Olivier Guichard et Antoine Rufenacht.
Boulin rentre à la maison où se trouvent Colette et Monique. Les Boulin ont tracé les plans de leur future maison de Ramatuelle. Robert Boulin tape sa lettre de démission « Le 14 brumaire » qui est publiée dans le journal.
Jacques Foccart, Pierre Debizet et Henri Tournet lisent son article et le commentent en se promenant autour d'un étang près du QG du SAC (près de Montfort-l'Amaury). Le SAC a un loyer et du personnel à payer et a donc besoin d'argent. Chirac a les fonds secrets de Matignon, mais ça ne suffit pas. Jacques Foccart demande à Tournet s’il est au courant qu'une famille dans la Manche a déposé plainte. La famille dit que Tournet leur a déjà vendu le terrain de Ramatuelle. Tournet répond que la vente est nulle étant donné que l'acte n'est jamais passé à l'enregistrement.
En décembre 1974, pour payer les travaux de viabilisation du terrain de Ramatuelle, Marcelle Boulin, la mère de Boulin donne à son fils Robert 40 000 francs en espèces (Elle lui signera une lettre de quittance datée du 10 février 1975, mais le juge de Coutances refusera d'y croire).
Le 20 décembre 1974, Colette dit à Monique que la mère de Boulin a donné 40 000 francs pour payer les travaux de viabilisation du terrain. Colette lui montre les billets. Monique le dit à Tournet qui lui donne le chèque de 40 000 francs de Robert Boulin pour qu'elle l'encaisse à la banque « Banco Popular Espanol ». Monique ressort avec 40 000 francs en liquide et les donne à Tournet qui compte sur Boulin pour le sortir de ses problèmes avec la justice. Trois jours après, Robert Boulin dépose les 40 000 francs de sa mère à la banque, et ainsi il construit sa résidence secondaire (un mas de 180 m2) de 600 000 francs à Ramatuelle.
En 1975, le juge François Renaud est assassiné parce qu’il allait dévoiler que des membres du grand banditisme alimentaient les caisses du SAC, une association destinée à financer les campagnes électorales gaullistes.
En juin 1976, en conflit avec Giscard, le chef du gouvernement, Jacques Chirac ne se sent qu'un simple « huissier de la présidence » et remet sa démission à Giscard qui lui demande d'attendre le 25 août 1976. En attendant, Chirac se rend au QG du SAC et annonce à Jacques Foccart qu'il a donné sa démission. Il va rendre la vie impossible à Giscard pour le dissuader de se représenter afin que ce soit lui, Chirac qui se présente en 1981. Mais Giscard risque quand même de se représenter. Foccart répond : « et d'être battu ». Chirac répond : « tout à fait, et pour cela, j'ai besoin de rassembler autour de moi la vieille garde gaulliste, pour construire un parti dont le seul but sera la reconquête de l'Élysée ».
Le 25 août 1976, Jacques Chirac démissionne : « Je ne dispose pas des moyens que j’estime aujourd'hui nécessaires pour assumer efficacement mes fonctions de premier ministre et dans ces conditions, j'ai décidé d'y mettre fin ». Depuis l'UDR apparaît déchirée et Giscard doit faire face à l'opposition grandissante des gaullistes chiraquiens. Robert Boulin reprend sa carte de l'UDR pour empêcher Chirac de faire n'importe quoi. Boulin dit à son ami Chaban-Delmas que si Chirac attaque le gouvernement, ce sera la déculottée assurée aux élections.
Le 27 août 1976, Robert Boulin est nommé ministre chargé des Relations avec le Parlement. L'affaire de Vathaire dans laquelle est impliqué Jacques Chirac, éclate.
Dès le mois de septembre 1976, Chirac, aidé de son conseiller Charles Pasqua, appelle au rassemblement contre le plan Barre.
Le 5 décembre 1976, Jacques Chirac dissout l'UDR et crée avec Charles Pasqua, un nouveau parti, le Rassemblement pour la République (RPR), auquel Robert Boulin refuse d'adhérer contrairement à tous les autres anciens membres de l'UDR. Pasqua est chargé de l'animation, puis devient conseiller à l'organisation du RPR, qui dès le départ est en hostilité avec des « barons » de feu l'UDR (Michel Debré, Pierre Messmer, Olivier Guichard, Jacques Chaban-Delmas) ainsi que des ministres des gouvernements Barre.
Le 24 décembre 1976, le député Jean de Broglie est assassiné.
En 1977, Bertrand Boulin publie avec Philippe Alfonsi et Jean-Michel Desjeunes, un ouvrage intitulé La Charte des enfants. Alain Peyrefitte accable régulièrement Bertrand Boulin qu’il accusait d’avoir publié un ouvrage prônant l’amour à treize ans, la suppression de la brigade des mineurs et la tolérance de certaines déviations. Les rumeurs et insinuations poussent Jean-Michel Desjeunes à se suicider en se défenestrant.
En mars 1977, la campagne électorale musclée de Chirac permettant sa victoire aux élections municipales de Paris sur le giscardien Michel d'Ornano, émurent de nombreux membres de la Majorité. Chirac réplique qu'elle : « était un recours parmi ce monde de faibles, de courtisans et de bouffons ». Cette victoire des gaullistes oblige Raymond Barre à former un nouveau gouvernement. Le maire RPR de Provins, Alain Peyrefitte est nommée ministre de la Justice. Chirac qui veut la peau de Giscard, risque de diviser la majorité à quelques mois des élections. Alors Robert Boulin, gaulliste de toujours, accepte de remplacer Michel Durafour, à l'Économie et des Finances. À partir de ce jour, pour les chiraquiens du RPR, Boulin devient l'homme à abattre.
Yann Gaillard, est nommé directeur de cabinet de Robert Boulin et Jean Bergeras de Villandraut, est nommé chef de cabinet.
Le 30 mars 1977, Yann Gaillard, dit à Robert Boulin que Henri Tournet est dans toute une série d'affaires douteuses. Conscient cette fois de la malhonnêteté de Tournet, Boulin charge Jean Bergeras d'étudier de près ce dossier de Ramatuelle et d'évincer Tournet qui tente de forcer les portes du cabinet. Robert Boulin contacte Jacques Foccart pour qu'il intervienne auprès de Henri Tournet.
Boulin raconte à Gaillard : « quand j'étais ministre de la Santé (1969-1972), Chirac était Secrétaire d'État à l'Économie et aux Finances (1968-1971) puis ministre délégué aux Relations avec le Parlement (1971-1972). Mes services sont tombés sur le docteur Paul Nemegeyi. Je n'ai pas pu poursuivre les fraudeurs, car une partie des sommes extorquées alimentait la trésorerie du parti gaulliste. Je me suis tu, mais je ne me tairai pas tout le temps. Jacques Foccart met son réseau africain au service du RPR, alors j'aimerai que vous preniez contact avec les douanes, ils doivent savoir quelque chose ».
Boulin signe les (rétro)commissions destinées aux intermédiaires pour des ventes d'armes. Les commissions alimentent les caisses du RPR. Boulin conserve les factures des réseaux de financement de la Françafrique.
Au cas où la gauche gagne aux élections législatives de 1978, Chirac, maire de Paris, souhaite que Giscard démissionne pour se présenter à sa place.
En mars 1978, la restructuration de la sidérurgie et la crise pétrolière font augmenter le nombre de chômeurs qui sanctionnent Giscard aux  élections législatives qui donnent plus de sièges au RPR chiraquien qu'à l'UDF giscardienne qui ne peut former le premier groupe parlementaire. Avec la guerre d'usure incessante que mènent les députés RPR chiraquiens qui progressent de plus en plus, et de peur d'avoir en plus une crise sociale, Giscard et Raymond Barre forment leur dernier gouvernement : à l'Économie et des Finances, René Monory remplace Robert Boulin qui est mis au ministère du Travail et de la Participation. Boulin, accepte, car il veut empêcher Chirac de faire gagner François Mitterrand aux présidentielles de 1981. Boulin rejoint même le RPR plutôt que l'UDF. À ce titre, il n'est pas excessif de parler de cohabitation entre les 9 ministres UDF et les 7 ministres RPR. Le gouvernement devra souvent avoir recours à l'article 49-3, pour contrecarrer l'opposition systématique des députés du RPR frondeur.
Le 4 mai 1978, René Resciniti de Says et Jean-Pierre Maïone  de l'organisation Honneur de la Police, assassinent Henri Curiel, chef du réseau Solidarité qui aidait les mouvements de libération nationale. Resciniti affirmera avoir exécuté une « commande » passée par Pierre Debizet, chef du SAC.
Le 10 février 1979, le comité central du RPR donne « tous pouvoirs » à Chirac pour conduire la campagne électorale européenne de 81 candidats sur la liste DIFE (Défense des intérêts de la France en Europe) du RPR.
Un Comité national de soutien des jeunes est lancé avec pour secrétaire général Nicolas Sarkozy. En parallèle à ces démarches d’appareil, Chirac réitère ses attaques contre la liste UDF de Simone Veil.
Le 9 avril, l'escalade verbale anti-giscardienne et anti-européenne du RPR mettant mal à l’aise et troublant les onze gaullistes du gouvernement (six ministres et cinq secrétaires d’État), ces derniers publient une première déclaration conduite par Robert Boulin, pour soutenir Barre et Giscard, puis une seconde le 31 mai. À la suite de leur première déclaration, les onze membres du gouvernement sont exclus de la direction du RPR. Trouvant que Chirac va trop loin et protestant contre la suprématie du trio Juillet-Garaud-Pasqua, Yves Guéna quitte ses fonctions de conseiller politique du RPR.
Le 27 février 1979, Henri Tournet écrit à Boulin lui demandant de l'aider sous peine de révéler à la presse qu'il a financé son élection et donné le terrain de Ramatuelle à Boulin. Le 7 mars, le juge d'instruction de Caen, Van Ruymbecke prend l'affaire en mains. Tournet demande à Boulin qu'il écrive une lettre demandant pour Tournet le grade de commandeur de la Légion d'honneur. Boulin écrit la lettre le 10 mai 1979.
Le 11 juin 1979, Van Ruymbecke perquisitionne l'appartement de Henri Tournet à Neuilly. Van Ruymbecke trouve le bandereau du chéquier de Tournet avec la mention « 20 décembre 1974, R Boulin 40000 frcs ». Henri Tournet dit à Van Ruymbecke que la vente du terrain de Ramatuelle est une vente fictive et qu'il a rendu à Boulin les 40 000 francs en liquide : le terrain est un don. Ce qui est faux, il ne les lui a jamais rendus. Le juge Van Ruymbecke fait mettre Henri Tournet en prison au commissariat de Neuilly et retourne à Caen sans demander un mandat de dépôt au Procureur de Nanterre, qui fait libérer Tournet. Ce dernier se précipite pour appeler Boulin en hurlant : « Tu ne comprends donc pas qu'à travers moi, c'est toi qu'on vise ? » Le lendemain, Van Ruymbecke expédie les gendarmes à Neuilly qui ramènent Tournet menotté à Caen où il est inculpé de faux en écritures publiques. Van Ruymbecke lui promet les Assises et le fait incarcérer. Henri Tournet écrit à Boulin pour lui demander de le sortir de là. Boulin ne répond pas. Le Juge suspecte Robert Boulin d'avoir usé de son influence et sollicité des passe-droits pour obtenir un permis de construire en faveur de son ami Henri Tournet.
Le 18 juin 1979, pour mieux se défendre, Robert Boulin envisage de livrer ses explications au juge Van Ruymbeke. Mais son statut de ministre l’en empêche. Seule une autorisation du conseil des ministres peut lui permettre d’aller s’expliquer devant le magistrat instructeur, mais le premier ministre Raymond Barre s’y oppose. Boulin va voir Alain Peyrefitte, ministre de la Justice, pour lui demander que le garde des Sceaux propose au Conseil des ministres de donner son accord afin que Boulin soit entendu comme témoin au Ministère par le Juge Van Ruymbecke et non convoqué au Palais de Justice de Caen. Alain Peyrefitte organise l'entretien en présence de Raoul Béteille, directeur des affaires criminelles. Voulant éliminer son rival au poste de premier ministre, Peyrefitte ne voudra jamais proposer la demande : « Je ne pouvais évidemment pas intervenir auprès du Juge d'Instruction. Mon collègue Boulin ne me l'a d'ailleurs pas demandé ». Alain Peyrefitte dit à Raoul Béteille, que le juge Van Ruymbecke va tout faire pour se payer un ministre. Béteille prévient Robert Boulin que le juge Van Ruymbecke, est un juge rouge soutenu par le syndicat de la magistrature. La seule solution qui reste à Boulin : démissionner.
Aux élections européennes de juin 1979, l'UDF arrive largement majoritaire contre le RPR, ce qui amène Chirac à être furieux.
Le 20 juin 1979, à l’hôtel Lutetia, le dépouillement des élections au conseil politique nomme Pasqua, l’animateur des fédérations, chef du bureau politique du RPR, ce qui fait déborder le vase du mécontentement. La voix de Robert Boulin résonne haut et fort dans le concert des protestations contre le tripatouillage des scrutins internes : le député RPR de Paris, André Fanton, surprend, dans les cuisines, un proche de Pasqua en train de tripatouiller les procès-verbaux pour assurer l’élection de Pasqua comme secrétaire général du RPR.
Boulin demande à Achille Peretti, député maire de Neuilly, d'annuler cette élection sous peine de « tout balancer à la presse ». Boulin veut parler à Chaban-Delmas, partisan du moindre mal, qui se dérobe. Boulin ne le poursuit pas et s'en va en le traitant de « tartuffe ». André Fanton menace Chirac : « Tu vires Pasqua et tu annules les élections ou j’alerte la presse » pour que Pasqua accepte de quitter son nouveau poste. L’ancien Premier ministre Michel Debré commente : « Pasqua ? Jamais sur le pont, toujours dans les soutes ». Les probes du RPR en avaient eu assez de ces tripatouillages précédents.
Pour discréditer Robert Boulin, Pasqua va au QG du SAC et rencontre Jacques Foccart, et Pierre Debizet. Mais Foccart dit à Pasqua qu’il faut calmer Boulin, qu'il faut lui donner raison. Foccart a dit à Chirac qu'il faut annuler l'élection au Conseil national du RPR et écarter Charles Pasqua de la direction du RPR quelque temps. Chirac trouve l'idée très bonne.
Le 26 juin, Chirac annule les élections au Conseil national à cause d'un « bourrage des urnes » et limoge Pasqua de la direction du RPR. Boulin vient de se faire un ennemi. En faisant exclure Pasqua du bureau politique du RPR, Robert Boulin devient « une cible » du SAC.
Le mois de juillet se trouve à un an et demi de la prochaine élection présidentielle de 1981, et Giscard souhaite doubler son mandat présidentiel. Chirac ne veut pas encore dire officiellement qu'il est candidat et multiplie les actions de déstabilisation à l'égard de Giscard et ses attaques contre le gouvernement de Raymond Barre qui devient impopulaire. Chirac critique et s'oppose de plus en plus ouvertement à sa politique. Le premier ministre Raymond Barre, économiste de grande qualité, mais trop rigoureux, est au plus bas dans les sondages. Pour réduire l'influence de Chirac, Giscard songe à remplacer Raymond Barre par un membre du RPR afin de se rallier l’aile tiède du RPR.
Giscard appelle Chaban-Delmas qui refuse en proposant à sa place Boulin, assez populaire, considéré comme un « pur » et farouchement hostile à Chirac. En effet, le RPR considère ce choix comme un Casus Belli. Giscard pense aussi à Peyrefitte.
Charles Pasqua vient au QG du SAC à Montfort-l'Amaury et rencontre Jacques Foccart et Pierre Debizet. Il leur dit que Chirac est dans une colère noire, si Giscard nomme un gaulliste premier ministre, c'est la déclaration de guerre. Debizet répond que cette salope de Boulin est capable de faire réélire Giscard en 1981. Chirac veut éviter que Giscard ne nomme un premier ministre gaulliste, afin que lui puisse redevenir premier ministre. Si Giscard nomme un premier ministre gaulliste, Chirac perdrait sur tous les tableaux.
À la fin de juillet 1979, Tournet paye une caution de cinq cent mille francs et contre l'avis du parquet, le juge Van Ruymbeke libère Tournet dans un contrôle judiciaire. Le 7 août, Giscard suspend Tournet de la Légion d'honneur. Le 13 août, Tournet écrit à Giscard que Van Ruymbeke a perquisitionné des documents mettant Boulin en cause.
Le 12 septembre 1979, l'achat d'un terrain non constructible de Saint-Jean-Cap-Ferrat par Raymond Barre fait la une des journaux : Barre l'aurait rendu constructible à l’Assemblée nationale en session de nuit.
Mi-septembre, Jacques Foccart participe à une réunion de dirigeants gaullistes du RPR, avec Alain Peyrefitte, ministre de la Justice, Jean de Lipkowski, Foccart et Pasqua, au cours de laquelle il est décidé de couler Boulin. Parallèlement et sans aucune relation, une réunion maçonnique désigne Michel Viot, l'ami de Boulin qui appartenait à la même loge, pour préparer une conférence sur le thème du suicide.
Le 15 septembre, le groupe terroriste Action directe revendique un attentat à la mitrailleuse lourde, qui a canardé les fenêtres du Ministère du Travail, où résidaient Fabienne Burgeat, fille de Robert Boulin, et son mari qui travaillait au cabinet du ministre. La déflagration jette leur bébé en bas de son berceau.
Entre le 15 et le 20 septembre 1979, le journaliste de RTL Philippe Alexandre, déjeunant au Restaurant Taillevent, entend une conversation de quatre ministres réunis auprès d’un cinquième convive. Ils évoquent la mort prochaine de Robert Boulin.
Le 20 septembre, sous la supervision du SAC, René Resciniti de Says et Jean-Pierre Maïone assassinent l'intellectuel Pierre Goldman, demi-frère du futur chanteur Jean-Jacques Goldman.
Boulin passe au micro d'Europe 1 où il rencontre Patrice Blanck, conseiller en communication, qui travaille en relation avec la presse. Blanck est aussi un ami d'Henri Tournet et membre du SAC, mais aussi membre du conseil d’administration de la FIBA, la banque d’Elf et du Gabon.
Un officier des douanes rencontre Boulin et lui donne des photos d'un avion venant de Libreville apportant à l'aéroport du Bourget des valises de billets (francs, dollars) que récupère un des adjoints de Chirac à la mairie de Paris. L'adjoint quitte l'aéroport généralement sans passer par les douanes. En échange, l'armée française mate les rebelles et ferme les yeux sur les dirigeants corrompus africains.
Lors de son passage au ministère du Travail, Robert Boulin, ministre « d’une intégrité totale », recueille des informations sur le « réseau de fausses factures » du financement du RPR, notamment via Saddam Hussein, mais par des pays en Afrique. Omar Bongo se vante de donner à tous les partis de France, aux giscardiens, aux RPR, aux socialistes, sauf au Parti communiste. Robert Boulin devient une menace pour le RPR et donc également une menace, une gêne, une inquiétude pour l'organisation du SAC dirigé par Pierre Debizet, Jacques Foccart et Charles Pasqua, qui envoie des messages d'intimidation à Boulin : « tu connaitras bientôt le châtiment des traitres une balle dans le dos »,. Dans son bureau, Boulin classe quatre dossiers : les avions renifleurs d'Elf, le groupe Dassault, la Sécurité sociale et les ventes d'avions via I'Arabie saoudite. Ces dossiers concernent une série de facturations diverses et variées de grosses sociétés, françaises ou étrangères, qui serve/nt au financement occulte des partis, et notamment au RPR.
L'officier des douanes est défenestré. Officiellement, c'est un suicide.
Dans la seconde moitié de ce mois de septembre 1979, Jacques Douté entend une conversation entre Robert Boulin et Alain Peyrefitte qui lui dit : « écoute, arrête absolument tes projets. Retire ton idée, car le « grand » est prêt à tout ». Quelques jours après, Jacques Douté lui dit : « Robert il faudrait te méfier, quand même ». Réponse : « Oui, je sais, ils veulent m'assassiner ! ».
Le 5 octobre 1979, Giscard se rend en visite officielle à la mairie de Libourne, où il appuie ses compliments au maire, Robert Boulin : « compétent, efficace et loyal ». Gérard César et tous les présents, ont l'impression qu'il s'agit d'un adoubement pour la place du futur premier ministre, qui désigne clairement Boulin. Voyant se dessiner cette configuration, c'en est trop pour le RPR qui projette de torpiller Giscard, Barre et Boulin. Jacques Chirac lance une offensive pour barrer la route de Boulin à l'Hôtel Matignon : il faut plonger Boulin dans le bain du scandale. Charles Pasqua monte un « chantier », une opération de manipulation, comme disent les policiers lorsqu'il s'agit de piéger un malfrat.
Le 10 octobre 1979, Le Canard enchaîné publie le fac-similé d'une commande de Bokassa en 1973 de diamants destinée à Giscard, quand il était ministre des Finances (1969-1974). Le scandale des diamants commence.
À l'automne 1979, Henri Tournet apporte au QG du SAC les papiers de l'achat de Boulin à Ramatuelle. Le SAC envoie anonymement aux sièges de plusieurs journaux, les informations sur Ramatuelle, qui ont pour but de déstabiliser Boulin. Elles accusent Robert Boulin d'avoir acquis de manière illégale deux hectares de garrigue à Ramatuelle (Var), et que Robert Boulin était intervenu à diverses reprises pour obtenir la constructibilité des terrains, sur un desquels il a fait bâtir une résidence secondaire. Le journaliste Philippe Alexandre de RTL reçoit un coup de téléphone d'un dignitaire du RPR qui lui dit que Robert Boulin est mêlé à une sale histoire et lui donne le nom d'un certain Henri Tournet, le promoteur des terrains de Ramatuelle. Philippe Alexandre appelle Henri Tournet et lui raconte ce qui sera publié quelques jours plus tard par Le Monde et Le Canard Enchaîné : l'affaire de Ramatuelle.
Le samedi 13 octobre, M. Rousseau, le directeur des télécommunications de Bordeaux qui travaille sur les écoutes téléphoniques pour le ministère de l'Intérieur vient voir Jean Lalande, le beau frère de Boulin, viticulteur qui réside à Barsac au Piada dans le bordelais, pour lui demander d'avertir Boulin que la date se précise qu'il risque d'avoir de très gros ennuis.
Boulin qui descend à Libourne toutes les fins de semaine, passe voir son beau frère, Jean Lalande. Boulin lui dit : « La CIA m’a averti qu’il y avait un contrat sur ma tête » et on m’a confirmé cette semaine : « La date est fixée ».
Vers le lundi 15 octobre, deux semaines avant d'être assassiné, Boulin va voir Pierre Simon, dans le Vexin et Boulin lui dit : « Un ancien ministre du général de Gaulle ne saurait être soupçonné, entaché de la moindre faute ».
Le mercredi 17 octobre, le journal d'extrême droite Minute est le premier à attaquer Robert Boulin titrant « Boulin a fait la belle boulette ». L'exploitation politique de l'affaire Ramatuelle commence. Le nom de Jacques Foccart est prononcé à plusieurs reprises : l'ancien conseiller est à l'origine de la campagne de presse qui veut briser la réputation de Boulin.
Le jeudi 18 octobre, Raymond Barre fait un malaise, et est conduit à l'hôpital du Val-de-Grâce. La voie pour Boulin d'être nommé premier ministre arrive.
Le dimanche 21 octobre, Boulin choisit de riposter au micro du club de la presse d'Europe 1. Il dit avoir acquis ce terrain à une certaine personne sans savoir qu'elle l'avait déjà vendu, et qu'il l'a appris quatre ans plus tard. « J'ai acheté le terrain en 1974 dans les règles. Quatre ans après j'apprends qu'il avait déjà été vendu. Que voulez-vous que je réponde ? Je laisse parler les gens, j'ai l'âme et la conscience tranquilles. J'ai été exemplaire. Peut-être encore plus que vous ne le pensez, parce qu'il y a des choses que je ne peux pas dire ici. Je trouve très dangereux pour la démocratie qu'on attaque les hommes dans leur honnêteté ».
Au cocktail qui suit, le présentateur journaliste d'Europe 1 Ivan Levaï demande à Boulin quelles sont les « choses » que Robert Boulin ne peut « pas dire ici ». Robert qui n'aimait pas deux personnes : Pasqua et Peyrefitte, lui répond : que « demain mes détracteurs seront confondus. J'ai encore 48h difficiles, mais la semaine prochaine mes calomniateurs seront ramenés à la raison ». « Mardi ou mercredi, on saura ». Patrice Blanck, directeur de Liaisons sociales, que Robert Boulin avait chargées des contacts avec la presse, entend cela. Boulin rencontre Hermann Stromberg, un membre du SAC. Blanck va au QG du SAC raconter à Jacques Foccart les menaces de Boulin. Dans la crainte que Boulin ne dévoile un certain nombre de dossiers sur le financement du RPR, Foccart appelle Chirac qui vient au QG. Chirac prévient Foccart qu'il ne va pas pouvoir maîtriser Boulin très longtemps. C'en était trop pour le SAC. Le SAC de Charles Pasqua, Jacques Foccart et Achille Peretti se met d'accord pour réduire Boulin au silence le samedi 29.
Le lundi 22 octobre, Patrice Blank organise un rendez-vous entre Robert Boulin et deux journalistes du Canard enchaîné (dont Louis-Marie Horeau), à son domicile, afin que le ministre puisse s’expliquer. Tournet dit à Claude Roire, le journaliste du Canard qui écrit sur l’affaire de Ramatuelle : « J’ai un mec pour médiatiser tout ça : Patrice Blank ! ». Blank est tordu et un sacré acrobate, il est à la fois copain avec Tournet et Boulin.
Une semaine avant sa mort, Boulin dit à son ancien directeur de Cabinet Jean-Yves Haberer : « C'est une affaire à se flinguer ».
Vers le 23 octobre, Boulin dit à Jacques Douté par téléphone que (nom) veut sa peau » (Douté ne voudra jamais donner le nom de ce membre éminent du RPR). Douté lui demande s'il compte se défendre. Boulin lui répond : « J'ai tout ce qu'il faut, et je vais le sortir ». Boulin a rendez-vous le 19 novembre avec le journal Valeurs actuelles. Son agenda est barré à la date du 20 novembre avec mention « Réservé ». Boulin dira aussi à Chaban-Delmas que « s'il m'arrive quelque chose, ce sera (nom) ». Chaban-Delmas décèdera plus tard sans avoir donné le nom.
Mercredi 24 octobre, Boulin dit au journaliste du Monde, James Sarazin, qui le trouve très offensif et remonté, qu'il rendra coup pour coup.
En attendant, la campagne de presse se poursuit avec Le Canard enchaîné le 24 octobre et Le Monde du samedi 27 octobre.
Un proche de Bertrand Boulin, Michel Mathieu qui travaille pour une grande entreprise du bâtiment, rencontre Jean de Lipkowski, ministre de la Coopération et délégué national du RPR aux relations internationales, à son domicile parisien, rue du bac, pour signer « un grand contrat mêlant des intérêts africains et moyen-orientaux ». Jean de Lipkowski proche et influent de Chirac, est réputé pour « faciliter » l’obtention de gros contrats. Jean de Lipkowski commente les propos de Robert Boulin qui souhaite répliquer à l'affaire Ramatuelle : « Boulin a cru que c’était arrivé. Le problème sera bientôt réglé. On n’en entendra plus parler ! ». Alors Lipkowski propose de « boire une coupe de champagne ». Michel Mathieu ne conclura finalement pas son contrat avec Jean de Lipkowski.
Quelques jours avant la mort de Boulin, Jacques Douté, restaurateur libournais et ami de Boulin, a eu une conversation téléphonique avec Boulin, qui affirme vouloir se défendre face aux attaques du RPR qui aurait « demandé au SAC » de l’ « éliminer », mais que « tout sera réglé » d’ici la mi-novembre.
Vendredi 26 octobre, Robert Boulin demande à son ami Guy-Pierre Geneuil, dit le Narvalo, d'assurer sa sécurité en prévision d'un déplacement qu'il doit effectuer dans un peu plus d'une semaine. Boulin part à Libourne pratiquer son mandat de député. Il n'a eu de cesse de parler des terrains de Ramatuelle.
Le samedi 27 octobre, Boulin apprend que le juge Van Ruymbeke a lancé une commission rogatoire sur ses comptes bancaires de la BNP. Au soir, Boulin rentre à son domicile à Neuilly. Le même jour, Robert Luong, l'amant de la femme d'Omar Bongo est abattu à Villeneuve-sur-Lot.
Tous les proches collaborateurs de Boulin, comme Luc La Fay, collaborateur de Robert Boulin constatent que le comportement de Robert Boulin se délite dans les jours qui ont précédé sa mort.
Le dimanche 28 octobre, Boulin se lève un peu plus tard que d'habitude, il n'a rien dit de préoccupant à son épouse. Elle ne constate d'ailleurs pas qu'il soit particulièrement dépressif. Robert Boulin s'indigne de la procédure judiciaire dont il fait alors l'objet et rédige une lettre de réponse au journal Le Monde, ainsi que pour plusieurs personnes (Achille Peretti, Jacques Chaban-Delmas, Gérard César, Pierre Simon, Jean Mauriac, Patrice Blank, etc.). La lettre a été rédigée et tapée à la machine par Robert Boulin à son domicile.
Et toute la matinée de ce dimanche, sa femme l'entend taper à la machine dans son bureau.
En fin de journée, il prend sa voiture personnelle pour aller au ministère photocopier une dizaine de sa lettre.
Le concierge le voit, et ensuite, il revient chez lui. Le soir, Robert Boulin lit des extraits de son projet de réponse au journal Le Monde à son épouse et à ses enfants. Il vaque à ses occupations, passe la soirée avec sa fille Fabienne qui l'entend dire : « ce serait plus simple de démissionner et d'aller voir le juge », et va se coucher.
Le lundi 29 octobre, au lieu de se lever comme d'habitude à 4 h du matin, il ne va pas travailler dans son bureau comme d'habitude. À 8 h 15, Boulin sort de chez lui laissant la poubelle vide et va au ministère. Son deuxième garde du corps, Yves Autié, responsable de la sécurité du ministre, passe le prendre en voiture de fonction conduite par le chauffeur et l'escorte jusqu'à son bureau. En réponse au journal Le Monde, Robert Boulin fait taper une lettre à sa secrétaire, Françoise Lecomte .
À 9 h 30, le SAC appelle Boulin au ministère et lui donne rendez-vous à 16 h 30 à Montfort-l'Amaury non loin de là où il aimait faire du cheval. Boulin appelle Patrice Blanck et lui donne rdv à 17 h 30 à Montfort-l'Amaury devant l'église.
Dans la matinée, son deuxième garde du corps, Yves Autié, responsable de la sécurité du ministre, se voit confier deux lettres à remettre en mains propres, l'une destinée à Patrice Blanck, avenue Victor-Hugo, l'autre à M. Alain Maillot, avenue des Champs-Élysées. (Après le décès de Boulin, Patrice Blank ne signalera pas l’existence de cette lettre. Plus tard il répondra ne plus la retrouver, idem pour l’avocat Alain Maillot).
Boulin évoque sa démission avec son directeur de cabinet, Yann Gaillard, qui est favorable : « Puisque c’est comme ça : démissionnez ! Vous serez plus à l’aise en tant que citoyen pour défendre votre honneur. Et plus personne n’entendra jamais parler de cette histoire ».
Boulin a un certain nombre de rendez-vous avant le déjeuner.
Vers 13 heures, Boulin devait déjeuner au ministère avec Pierre Simon, mais l'avait reporté le lendemain mardi 30. Il déjeune en compagnie de son fils Bertrand et il a, d'après ce dernier, un comportement tout à fait habituel. Bertrand rapportera les propos que son père lui a tenus sur le suicide : « Je considère que le suicide est un terrible échec. Je crois trop au destin pour cela ». « As-tu pu penser au suicide ? », lui demande son fils. « Non, au contraire, je me suis demandé comment d’autres avaient pu y penser. C’est parfois le seul moyen de dire certaines choses, mais alors elles sont dites trop tard. Et puis je pense qu’on peut toujours faire quelque chose… le gâcher, ça, c’est scandaleux ! ».
Lors de la réunion de cabinet, les collaborateurs de Robert Boulin jugent la lettre trop passionnée et Robert Boulin l'a jette au panier en début d'après-midi.
À la suite de la réunion de cabinet, Luc La Fay souhaite parler à Boulin en tête à tête. Boulin se tient debout devant son bureau, très agité, et a eu une sorte de crise de nerfs. Ses propos sont incohérents, il parle de lui-même à la troisième personne en répétant : « Boulin est celui auquel on fait faire toutes les merdes ». Il se sent lâché par Valéry Giscard d'Estaing,.
Boulin dit à sa secrétaire Armelle Montard de reporter sa réunion de 15 h 30 avec la CFTC à la semaine prochaine. Boulin photocopie la lettre qu'il a dactylographiée sur sa machine personnelle et met chaque exemplaire dans une enveloppe timbrée par ses soins, pour plusieurs destinataires : le directeur du Monde Jacques Fauvet, Alexandre Sanguinetti, Jacques Chaban-Delmas, etc.
Peu avant 15 h, Gaston Flosse le député RPR de Tahiti (Polynésie) arrive devant le bureau de Robert Boulin qui le fait entrer à 15 h 2, venant lui-même le chercher à la porte. Ils s'assoient autour d’une petite table ronde. Flosse lui explique les raisons de sa visite, Boulin lui répond : « Vous n’allez pas me dire, M. le député, qu’il y a du chômage dans les îles ! » Flosse lui explique qu’il y a 5 à 7 000 chômeurs pour 240 000 habitants. Boulin répond : « Il faut absolument faire quelque chose. Je vous aiderai. Je vais trouver une solution. Je ne suis pas partisan de la création de caisses de chômage dans ces régions. C’est par la création d’emplois nouveaux qu’on apportera un remède ». L’entretien se finit après 15 ou 20 minutes. Boulin a raccompagné Flosse sur le perron. Sur le pas de la porte, Gaston Flosse lui dit : « Nous aimerions que vous puissiez venir dans nos territoires du Pacifique pour vous rendre compte par vous-même de la situation ». Boulin lui serre chaleureusement la main sans répondre. « Au revoir, Monsieur le Député. »
Vers 15 h 30, Robert Boulin quitte le ministère du Travail, rue de Grenelle en saluant son directeur de cabinet, Yann Gaillard. En quittant le ministère du Travail, dont Boulin pense démissionner, il lance : « Adieu mon bureau ! ».
Son chauffeur Claude Tréguier et son deuxième garde du corps Yves Autié le déposent chez lui, 32 bd Maillot à Neuilly. Il demande au policier de l'aider à transporter une pile de dossiers sortis de son coffre-fort desquels les témoins peuvent lire les mentions « Elf Aquitaine, Dassault, Sécurité sociale et Arabie Saoudite ».
Robert Boulin s'assoit à son bureau et demande à son garde du corps de passer le prendre demain matin à 7 h 30.
Bertrand Boulin le fils de Robert Boulin aperçoit la pile d'enveloppes timbrées sur le bureau de son père et retint les noms des 14 destinataires (Alain Peyrefitte, Gérard César, Jacques Chaban-Delmas, Pierre Simon, Jean Mauriac, Achille Peretti, Patrice Blank, etc.). Bertrand l'interroge en lui demandant ce que c'est et il lui répond : « C'est le courrier de Libourne ». Bertrand sait qu'il lui ment.
Robert Boulin quitte, pour la dernière fois, son domicile, laissant corbeille à papier sous son bureau vide. La femme de ménage du ministre dit que le ministre est parti en laissant la corbeille vide. Avant de quitter son domicile, Boulin prend un comprimé de Bilifluine, médicament, pour faciliter la digestion. Il ne prend ni valium, ni barbiturique présent dans l'armoire à pharmacie de l'appartement. Les tubes de barbiturique et le flacon de valium seront trouvés presque pleins après sa mort. Le lendemain, à 12 h 45, après avoir trouvé dans la poche de Boulin une petite boîte vide destinée à contenir de la saccharine, les forces de l'ordre auront l'idée que Boulin ait vraisemblablement absorbé des barbituriques. Quelques jours plus tard, la docteure Juliette Garat analysera le sang et constatera qu'il contient 80 mg de Diazepam, agent actif du valium. Le dosage est 80 fois plus important que la dose journalière maximale conseillée à l'humain, mais pas suffisamment élevée pour être mortelle. Dans l'estomac de Boulin, on retrouve le Bilifluine, mais ni des barbituriques et ni du valium, ce qui permet de conclure que le valium a été injecté par piqure. Le SRPJ de Versailles dira que ce n'était pas des barbituriques mais du valium dont un flacon a été retrouvé presque plein dans l'armoire à pharmacie de l'appartement. Pour le SRPJ, Boulin aura subtilisé une partie du contenu de ce flacon pour se suicider. Mais pourquoi Boulin aurait-il prit le valium à la place des barbituriques, qui sont beaucoup plus efficaces pour ce suicider ?
Boulin dit à sa femme qu'il va voir son avocat Alain Maillot et Patrice Blank, et espère ne pas rentrer trop tard : « Je vais régler mes affaires ». Boulin emporte les enveloppes et les quatre dossiers.
Boulin va à Montfort-l'Amaury (Yvelines) distant de Neuilly de 50 km. Après 45 minutes de route, il arrive à Montfort vers 17 h. Il va à la poste de Montfort situé 13 Place Robert Brault, et glisse les enveloppes dans la boite aux lettres. Denis Le Moal, le postier de Montfort voit tomber dans sa boite aux lettres « une douzaine d’enveloppes à en-tête du ministère du Travail et de la participation ». Il pèse les enveloppes, certaines font moins de vingt grammes et d’autres plus de vingt grammes. Il a dû surtaxer ces courriers avant de les remettre dans le circuit postal. Quelques minutes plus tard, le camion postal vient chercher les lettres (d'après Denis Le Moal, ce n'est que le lendemain vers 9 h que l'entreprise privée qui dispose des clés pour accéder aux bacs à lettre vient récupérer le courrier de Montfort-l’Amaury pour l'acheminer « à destination du centre de tri départemental de Trappes », dans les Yvelines).
À 17 h 0, Boulin quitte la Poste puis remonte vers la place de l'église. Boulin retourne à sa Peugeot 305 et monte à l'avant avec deux hommes dont l'un prend le volant : Michel le Libanais et Jacques Pêcheur, surnommé Spartacus, à l’arrière, placé entre les deux sièges avant (emprisonné plus tard pour d'autres faits, ce dernier niera cela, pour lequel « on » voudra qu'il porte plainte et sera étonnamment relâché). Ils prennent la rue de l'église et se dirigent au QG du SAC. L'équipage croise alors un automobiliste montfortois qui rentre du travail. Les deux voitures se sont retrouvées face à face. Les deux hommes accompagnant le ministre ne sont « pas des personnes détendues et gaies. Ils avaient des visages assez fermés », ils sont « plus jeunes que M. Boulin » et ont « des cheveux plutôt foncés, pas blancs ». L’atmosphère semble assez lourde à l’intérieur du véhicule. Les dossiers ne seront jamais retrouvés.
Hermann Stromberg et Jacques Foccart vont raconter une version  démentie par Tournet, qui fuira à Ibiza (Espagne) en 1980 puis à Santiago du Chili. La France qui ne souhaite pas remuer la merde, ne demandera que tardivement son extradition.
Arrivé au QG, les choses tournent mal pour Boulin qui remonte dans sa Peugeot et tente de s'échapper.
Entre 17 h 30 et 18 h, la Peugeot de Boulin déboule à toute allure dans le chemin d'une riveraine quinquagénaire de la commune de Méré, sur la route de Saint-Leger en Yvelines, en haut de la côte de Montfort-l’Amaury. Boulin demande son chemin aux voisins de l'habitante, avant de faire demi-tour dans la précipitation. « On s’est dit, ce n’est pas possible, ce type est poursuivi ! ».
Peine perdue, Boulin est rattrapé par ses poursuivants. Dans la fuite, la Peugeot de Boulin est abimée : un véhicule a enfoncé la portière gauche de la Peugeot qui acculé contre un mur, fut marquée de traces de griffures sur la partie latérale droite. Des pressions seront exercées sur le garagiste chez qui la Peugeot a été transportée pour être réparée. Au QG, Boulin subit une séquestration.
Pour l'empêcher de fuir, Boulin est attaché avec une corde si fortement serrée à son poignet droit, qu'elle provoque une entaille au poignet (Le procès-verbal du chef de la division criminel du SRPJ de Versailles, Alain Tourre dira que ce n'est qu'une trace de vase ou une ancienne blessure en voie de cicatrisation, ce que réfutera le kiné Alain Morlot qui a massé Boulin dimanche la veille, et qu'il ne s’était fait aucune blessure à cet endroit avant son départ de son domicile).
Pour faire écrire et signer Boulin, les agents le droguent à 80 g de diazépam à valium par piqure. Ce désinhibiteur a la faculté d'annihiler les volontés suicidaires, altère la vigilance, entraîne la somnolence et diminue les réflexes. Il est utilisé par les malfrats pour endormir et violer leur victime, ou obtenir un blanc-seing, une signature contre volonté. Boulin est passé à tabac,,,. Les coups tuméfient son visage,,,,,, : sept ecchymoses, des éraflures, presque des griffures le défigurent. Une légère excoriation sur la pommette gauche et des coupures abiment le nez et la lèvre supérieure. Sa pommette gauche est fracturée (non visible à l'œil nu) ainsi que son nez qui saigne.
Cependant les fractures au nez et à la pommette seront omis lors de la radiographie réalisée par Francis Kannapell.
La bosse de buffle qui se forme au niveau cervical bas de son cou, et l'hématome qui se forme derrière la tête seront également omis par Alain Tourre et les docteurs Jacques Bailly et André Deponge.
Les derniers coups traumatiques entrainent sa mort. Le cerveau ne sera pas autopsié (la calotte crânienne ne sera pas ouverte), et ne pourra pas montrer la présence ou l'absence de petites hémorragies multiples diffuses dans le cerveau, qui auraient pu entraîner la mort, comme chez les boxeurs après un KO mortel.
Alain Tourre dira que ces lésions au visage ne sont pas suffisantes pour envisager l'hypothèse de violences volontaires, mais qu'elles ont été causées par la chute de Boulin sur des feuilles mortes, en descendant de la Peugeot, puis dans la vase, son visage a percuté un caillou, et enfin au moment où les plongeurs-pompiers ont repêché difficilement le corps hors de l'eau sur la berge de l'étang, en faisant tomber le corps et en cognant le visage sur le bord de la margelle de la rive (la tête a heurté un rocher lors de son repêchage en le tirant par les pieds comme des brutes, d'après l'inspecteur de police, Jean-Pierre Courtel — qui défendra le contraire plus tard, affirmant que la tête n'a en fait que « touché la berge »). Les plongeurs sapeurs pompiers affirmeront toujours avoir sorti le corps délicatement la face tournée vers le ciel et sans aucune difficulté, confirmera le gendarme Francis Deswarte.
L'analyse des aliments de l’estomac du ministre situe la mort « entre 18 heures et vingt heures ». Les docteurs Deponge et Bailly situeront l'heure du décès dans la nuit du 30 octobre, entre 2 heures et 3 heures du matin. Des policiers du SRPJ envoyés par Louis-Bruno Chalret demanderont à François Pic-Paris, maire de Saint-Léger-en-Yvelines de rectifier l’heure de mort du certificat de décès des registres d'état civil : les policiers ont fait écrire au maire la date du 29 octobre à 20 h.
À 17 h 30, Patrice Blank attend Robert Boulin devant l'église de Montfort-l'Amaury, la nuit est presque tombée. À 19 h 00, Patrice Blank va dans une cabine téléphonique et appelle Jacques Foccart qui lui dit de venir au QG. La Mercedes arrive au QG du SAC.
Vers 20 h 00, les assassins décident de faire passer l'assassinat en suicide par prise de barbiturique et noyade dans l'étang de Rompu.
Ils décident de fabriquer un faux message de Boulin informant le lieu de son suicide pour que la famille appelle les policiers à chercher le corps de Boulin. La haute hiérarchie policière sait déjà que Boulin est mort, mais ils ont consigne de ne pas lancer les recherches avant d'attendre les ordres (avant que le corps soit mis dans l'étang).
Les assassins tapent à la machine à écrire le lieu du suicide sur une feuille de papier : « fin à mes jours.. en forêt de Rambouillet ». Roger Thiery, un promoteur ami de Boulin et Patrice Blank partent à Neuilly pour déposer la feuille dans la poubelle du bureau de Boulin.
Vers 20 h 00, Jacques Douté, un restaurateur de Libourne et proche de Robert Boulin est en compagnie de deux personnes, quand il reçoit un coup de téléphone anonyme lui indiquant qu’« il est mort ! » « Ils nous l’ont tué ! », lance Douté à ses amis présents, ce jour-là, dans son restaurant,.
Vers 20 h 30, Guy Aubert, chargé de mission auprès du ministre, se rend au domicile de Robert Boulin et déclare à Colette et à sa belle mère : « Robert est mort ! Colette demande : « d'une crise cardiaque ? » Aubert : « Non, on l’a enlevé ! ». Il lui tourne les talons, s'isole un moment dans le bureau du ministre puis part sans dire au revoir à Colette,. Colette appelle Fabienne qui appelle Bertrand qui appelle Blanck qui lui dit que Boulin n'est pas venu au rendez-vous après l'avoir attendu 1h30.
À 21 h 30, Roger Thiery et Patrice Blank arrivent à Neuilly. Tous deux manifestent une inquiétude démesurée. Peu après l'avocat Alain Maillot vient à son tour à Neuilly. Maillot et Blank passent dans le bureau personnel du ministre.
Sont présents au domicile : Eric Burgeat, conseiller technique et gendre de Robert Boulin, Colette, Bertrand Boulin le fils de Robert Boulin. Roger Thiery demande ou sont les toilettes et va dans le bureau de Boulin, sort la feuille ou est écrit le lieu de son suicide (forêt de Rambouillet), déchire la feuille de haut en bas et la met dans la poubelle.
À 22 h 30, Bertrand Boulin le fils de Robert Boulin, demande à Alain Maillot, Patrice Blank et à Roger Thiery de partir. Roger Thiery répond en partant : vous devriez chercher dans les affaires du ministre. En sortant, Blank dit à Maillot : « Je crains que nous avons perdu un ami ». Colette va se coucher.
Entre la rue et la cuisine, une porte de service permettait d’accéder directement au bureau de Robert Boulin, loin des regards indiscrets. Le 29 octobre 1979, la serrure de cette porte de service était cassée, toujours pas réparée.
Des policiers sont postés en faction 24 h sur 24 devant le domicile de Neuilly de Robert Boulin, et observent les allées et venues à son domicile. Les noms des policiers sont écrits sur les registres de présence du commissariat de Neuilly.
Pour que la justice n'apprenne pas l'identité des individus venus au domicile de Robert Boulin à Neuilly-sur-Seine en auditionnant les policiers qui étaient en faction, les assassins ont envoyé une équipe au commissariat de Neuilly pour voler les registres des noms de présence.
Les assassins envoient une équipe à la poste de Montfort-l'Amaury pour récupérer les 14 enveloppes de Boulin oblitérées à 17 h 00. Montfort-l’Amaury est un petit bureau de poste facile à pénétrer. Récupérer un courrier dans la poste de Montfort-l’Amaury ? « C’était rien à faire », dira Michel Collobert, chef d’état-major des RG des Yvelines. Les assassins ouvrent les enveloppes et retirent les lettres tapées par Boulin, qui reprennent l’affaire de Ramatuelle.
La lettre tapée par Boulin mentionne à plusieurs reprises le caractère insupportable de la situation pour Boulin, et jamais il n'est question de suicide.
Les assassins modifient la lettre tapée par Boulin en rajoutant deux textes, un au début et l'autre à la fin. Ces deux parties sont les seuls passages de la lettre à faire référence à une intention suicidaire. La première partie rajoutée au début est : « Messieurs, J’ai décidé de mettre fin à mes jours ». La deuxième partie rajoutée à la fin dit : « Je préfère la mort à la suspicion, encore que la vérité soit claire. Que ma famille, si unie et que l'on commence à attaquer scandaleusement, se resserre encore davantage dans le souvenir, non altéré, que je pourrai laisser où j'ai servi l’État et mon pays avec passion et désintéressement ».
Disposant d'une photocopieuse au QG, ils photocopient la lettre modifiée sur un papier à en-tête obsolète du « Ministère du Travail », que Robert Boulin n’utilisait plus à cette époque, car disposant d'un nouveau papier à en-tête du « Ministère du Travail et de la Participation »,.
L’original de cette lettre dactylographié par les assassins est resté introuvable.
La lettre créée par les assassins, dite lettre posthume, est accompagnée d'une feuille volante dans laquelle Robert Boulin précise : « J'ai décidé de me noyer dans un lac de la forêt de Rambouillet où j'aimais faire du cheval. Ma voiture 305 Peugeot qui sera au bord est immatriculée : 651 GX 92 ».
Les assassins commettent une erreur : le nom de Robert Boulin apparait dans le premier tiers gauche de cette dernière page, alors que celui-ci l'inscrivait systématiquement à droite.
Ils mettent les lettres modifiées dans les enveloppes oblitérées à Montfort et les referment pour qu'elles soient remises à leurs destinataires,. Après les avoir récupérées, elles seront pesées, et toutes feront le même poids contrairement aux enveloppes originales. Le format des lettres modifiées ne correspond donc pas au format des lettres originales.
Les 14 enveloppes sont pesées et font le même poids, alors que celles que Robert Boulin avait envoyées faisaient moins de vingt grammes et d’autres plus de vingt grammes. Le magistrat demandera à la Brigade criminelle de retrouver le postier de Montfort-l'Amaury, mais selon la Brigade criminelle, c'est impossible, car il est en Guadeloupe. Le postier, retrouvé par des journalistes en consultant l’annuaire, était en fait affecté à un poste à Saint-Brieuc.
Vers 23 h 00, environ quatre heures après le décès, il est décidé d'emmener le corps près de l'étang Rompu à 5 km de Gambaiseuil où habite René Journiac. Les assassins mettent le corps déjà raide de Boulin dans le coffre de la Peugeot. Ils doivent casser les rigidées articulaires dont le poignet droit pour pouvoir fermer le coffre. La Peugeot et la Mercedes prennent la route départementale D138, laquelle relie Saint-Léger-en-Yvelines au sud à Montfort-l'Amaury au nord, puis tournent sur la route du Grand Maître au-dessus de l’étang Rompu et s'arrêtent sur le terre-plein, au bord de la D138.
Le conducteur de la Peugeot laisse les clefs et quitte la voiture. Les assassins repartent avec la Mercedes noire au QG.
À 23 h 30, le fils de Robert Boulin, Bertrand Boulin, ne voyant toujours pas rentrer son père à la maison, appelle affolé Maxime Delsol, garde du corps de Robert Boulin, et lui demande : « Qu'as-tu fait de mon père ? Il n'est pas rentré ». Il a aussitôt crié à sa femme : « Il a fait une connerie ! » Maxime Delsol s'est précipité au domicile de Boulin à Neuilly-sur-Seine.
Bertrand Boulin, et Eric Burgeat, le gendre vont fouiller le bureau de Robert. Dans la corbeille à papiers, ils découvrent des fragments d'une feuille de papier déchirée : « J’envisage de me noyer dans un étang de la forêt de Rambouillet où j’aimais beaucoup faire du cheval. Ma voiture 305 Peugeot est immatriculée 651 GX 92 ». La corbeille était vide quand Robert était parti de chez lui pour Montfort l'Amaury. Ils préviennent le chef de cabinet de Robert Boulin, Marcel Cats, qui appelle le ministère de l’Intérieur.
Peu avant minuit, Bertrand Boulin, son épouse et le garde du corps du ministre, Max Delsol, foncent en forêt de Rambouillet, pendant que Eric Burgeat, le gendre et Marcel Cats, le chef de cabinet du ministre se dirigent à l'Intérieur place Beauvau.
Aux environs de minuit, plusieurs administrés de Saint-Leger-en-Yvelines constatent de nombreuses allées et venues de voitures en forêt de Saint-Leger.
Vers 1 h 00, la famille Boulin fait le tour des étangs de Hollande cherchant le ministre, en vain.
Le chef de cabinet de Robert Boulin, Marcel Cats, accompagné du gendre, Éric Burgeat, arrivent au ministère de l’Intérieur, où se trouve Claude Guéant, responsable des affaires de sécurité, en permanence. Après une demi-heure d’attente, le cabinet du ministère de l’Intérieur les renvoie sur Matignon, à 1 h 30. Arrivé à Matignon, le permanencier de Matignon dit : « Les recherches sont déclenchées. On s’occupe de tout. Rentrez chez vous. On vous tiendra au courant ».
Vers 1 h 30, Jacques Foccart appelle Louis-Bruno Chalret Procureur général près la Cour d'appel de Versailles, lié au SAC et aux réseaux Foccart. Il lui dit que Robert Boulin a avalé des barbituriques et qu'il s'est noyé : « On n'a pas encore retrouvé le corps de Robert Boulin, enfin pas encore officiellement retrouvé ». « Il s'agit d'un suicide, tout doit être réglé. Prévenez le ministre et toutes les autorités ministérielles sur le REGIS (le réseau téléphonique interministériel de l'époque) ».
Louis-Bruno Chalret, appelle d'abord son amie intime, Marie-Thérèse Guignier, administratrice de biens judiciaire, ex-membre des cabinets ministériels de Robert Boulin et intime des milieux gaullistes : « on a retrouvé le corps de Robert Boulin », dit-il à Marie-Thérèse Guignier, en qualifiant cette affaire de « truc à emmerdes ». Guignier lui conseille : « Fais gaffe, traite ça comme un crime ». Et là, Chalret « se couvre, il appelle tout le monde sur le REGIS, c'est-à-dire l’Élysée, Matignon, probablement l’Intérieur et la Chancellerie », avant de se rendre sur place, à l’étang Rompu. Guignier résume le rôle actif que Chalret a joué cette nuit-là : Chalret « était l’homme qu’il fallait pour ce genre de choses ».
Entre 1 h 00 et 2 h 00 du matin, Jean Paolini, directeur du cabinet de Christian Bonnet est réveillé par un coup de téléphone annonçant que le corps a été retrouvé.
Vers 2 h 30, Yann Gaillard, directeur de cabinet de Robert Boulin, est convoqué à Matignon par Philippe Mestre, directeur de cabinet du premier ministre Raymond Barre. Celui-ci reçoit, devant Yann Gaillard, un coup de téléphone. Après avoir raccroché, Philippe Mestre confie : « On a retrouvé le corps ». Philippe Mestre a démenti ces allégations.
Entre 2 h 00 et 3 h 00 du matin, Christian Bonnet, ministre de l'Intérieur est alerté de la mort de Robert Boulin.
Vers 3 h 00, le premier ministre Raymond Barre est prévenu « que l’on a retrouvé le corps de Boulin dans un étang de la forêt de Rambouillet » et que « le ministre s’est donné la mort en se noyant après avoir avalé des barbituriques » (ce témoignage de Barre écrit a posteriori n'est sûrement pas exact puisque les recherches n'ont pas encore été lancées).
Vers 5 h 00, Louis-Bruno Chalret se rend à l’étang Rompu, avec une équipe d’hommes de confiance, que Chalret qualifie de « gendarmes » : « Il a tout fait minutieusement, comme il fallait. Il a tout surveillé. Il n'a rien laissé au hasard » : la Peugeot 305, située au bord de la route, sur le terre-plein au-dessus de l'étang Rompu est descendue par le chemin empierré, non boueux, vers l'étang situé en contrebas. Ils ouvrent le coffre de la Mercedes, la position du corps est en « coffre de voiture », avec les jambes repliées et un seul bras levé, dont les rigidités sont cassées. Ils mettent le corps à la position du chauffeur et tentent de pousser la Peugeot dans l'étang.
Deux braconniers chassant près de l'étang, entendent le moteur de quatre voitures et distinguent des individus qui tentent de faire basculer sans succès la Peugeot dans le plan d'eau. Peu familiers des lieux, les individus ne peuvent y accéder, car un fossé dissimulé par les herbes les en empêche. La Peugeot s'embourbe dans la vase et ne peut avancer dans l'étang. Les roues s'enfoncent en éjectant la boue contre la carrosserie des portes. Alors, les assassins se résignent et retirent la Peugeot.
C'est quelques minutes plus tard que les braconniers voient arriver la Peugeot à sa position définitive (48° 44′ 16″ N, 1° 46′ 31″ E). La Peugeot est garée sur la berge, à quelques mètres à l'écart du chemin d’accès à l'étang, soit à une distance d’environ 200 mètres de la route départementale D138.
Deux individus sortent le corps de la voiture et descendent dans l'étang. Ils marchent jusqu'à cinq mètres de la berge, dans 50 centimètres d'eau et 40 centimètres de vase et jettent le corps dans l'eau de façon qu'il paraisse noyé sur le ventre (48° 44′ 17″ N, 1° 46′ 31″ E). Les deux braconniers entendent jeter à l'eau le cadavre de Robert Boulin. Le corps se tient immobile à quatre pattes, les genoux posés sur la vase, en « coffre de voiture » ou position du « prieur mahométan » avec l'avant-bras droit levé. La tête et le dos émergent hors de l'eau. Le visage est aux quatre cinquièmes hors de l’eau. La bouche est fermée (en cas de noyade, le corps est à plat, la bouche est toujours ouverte et le visage dans l’eau). Les docteurs Bailly et Depouge décriront un œdème hydroaérique du tissu pulmonaire accompagné de présence d'eau à l'intérieur de la cavité gastrique prouvant une asphyxie par submersion sous l'eau. L’eau dans les poumons et l'estomac ne sera pas comparée avec l'eau de l'étang, et ne pourra pas prouver le lieu de la noyade. L'hydrocution et la congestion du au froid sont également retenues.
Pendant que le corps de Boulin était allongé sur le dos, le liquide sanguin du corps de Boulin est descendu par l'effet de la pesanteur et la gravité, dans la partie basse et inférieure du corps. Les lividités sanguines bleu-violet apparaissent dans le dos du corps, ce qui prouve que le corps est resté allongé sur le dos et non pas allongé sur le ventre. Les suicides par noyades n'ont jamais de marbrures dans le dos, mais toujours sur le ventre ou en dessous des genoux.
Les individus reviennent sur la berge avec les chaussures et le pantalon plein de boue, laissant leurs traces de pas allant puis repartant de l’étang (quand Boulin sera repêché et déposé sur la berge par les pompiers, Martine Anzani dira que l'absence de trace de vase et de boue sur le bas du pantalon et sur les chaussures de Boulin est dû au fait que les pompiers ont traîné le corps sur le sol ce qui a eu pour effet de nettoyer le tout, et ne peut donc indiquer que Boulin n'est pas entré dans l'étang par ses propres moyens et qu'il a été déposé dans l'étang).
La boucle d’une des chaussures du ministre est manquante et ne sera jamais retrouvée. Le gilet de Robert Boulin est entièrement décousu dans le dos, sa chemise est tachée de sang.
Un homme, qui fume une Gauloise, remonte plein de boue dans la Peugeot 305, remplissant l'habitacle de boue et de feuilles mortes.
Le conducteur laisse sur le tableau de bord côté passager, une carte de visite à l’en-tête du Ministère du Travail avec la mention « Le ministre ». Elle est écrite des deux côtés. Au recto, d’une écriture soignée, à l’encre bleue, « Les clefs de la voiture sont dans la poche de mon pantalon ». Sous ces mots, à l’encre noire, est indiqué « TSVP ». Au verso, également à l’encre noire, mais cette fois d’une écriture irrégulière, « Embrassez éperduement ma femme, le seul grand amour de ma vie. Courage pour les enfants. Boby ». (« éperdument » ne prend pas de « e », une faute d’orthographe étonnante venant de Boulin). Un dossier vide portant la mention « à n’ouvrir que sur ordre formel de ma part » est oublié dans la Peugeot. Après avoir déposé le mot d'adieu dans la voiture, le conducteur éteint sa Gauloise dans le cendrier qu'il ne prend pas soin de vider laissant plusieurs mégots de Gauloises (Robert Boulin ne fumait que des cigares).
Le toit de la Peugeot 305 est laissé légèrement ouvert. Le conducteur sort de la Peugeot, la moquette de la voiture est souillée de boue, ferme les portes et, alors que le bristol laissé sur le tableau de bord indique que les clefs sont dans la poche de Robert Boulin, il jette les clefs par terre près du coffre à proximité des roues arrière gauches (selon le procès-verbal de la gendarmerie et droites selon Alain Tourre qui expliquera que Boulin a chuté  - sous l'effet des barbituriques  - en descendant de sa voiture, et ne retrouvant pas ses clefs est allé dans l'étang). Les hommes repartent avec les voitures en reprenant le chemin empierré, non boueux, en sens inverse jusque sur le terre-plein au-dessus de l’étang Rompu, au bord de la route départementale D138.
Les recherches policières peuvent enfin être lancées.
À 6 h 25, après un contact téléphonique entre Marcel Cats, le chef de cabinet de Boulin et le directeur central de la police judiciaire, Maurice Bouvier, la gendarmerie et une quinzaine d'enquêteurs de la SRPJ de Versailles reçoit l'ordre de lancer les recherches d'une personnalité dans les 30 000 hectares de la forêt de Rambouillet.
Les stationnaires du centre de secours de Versailles reçoivent l'appel d'envoyer des plongeurs sapeurs pompiers aux étangs de Hollandes situés à 30 km de la caserne. Le pompier Dominique Dorange, part de la caserne et croise un gendarme à Versailles qui lui dit : « nous allons en forêt de Rambouillet, on va choper Mesrine ».
Vers 8 h 00, le médecin-réanimateur du SMUR (Service mobile d’urgence et de réanimation), auprès des pompiers de Rambouillet est prévenu par un appel radio qu’il faut « rechercher dans la forêt de Rambouillet une personnalité en danger ». À bord d’une ambulance médicalisée, le médecin-réanimateur et trois pompiers sillonnent le secteur.
À 8 h 40, après plus de deux heures de recherche, le chef à la brigade motorisée de Poissy, Francis Deswarte, et son collègue motard prennent la D138 et tournent sur la route aux Vaches pour aller faire le tour de l'étang Rompu. Après 200m, ils voient la Peugeot sur la berge et retrouvent le corps de Robert Boulin dans l'étang. Ils donnent l'alerte. Le médecin-réanimateur reçoit un appel radio que le corps est « à l’étang Rompu ». Le chef de gendarmerie des Yvelines, Jean Pépin, l'inspecteur de police Jean-Pierre Courtel, son chef de groupe du SRPJ de Versailles, les plongeurs qui se trouvent près des étangs de Hollande sont également prévenus et s'y rendent en quelques minutes, rejoint par l'adjoint au maire de Saint-Leger.
À 8 h 50, le médecin-urgentiste arrive le premier à l'étang, suivi du colonel Pépin, du policier Jean-Pierre Courtel, son chef, de l'adjoint au maire de Saint Léger en Yvelines, Jean Tirlet, puis des plongeurs. Le commissaire de Versailles appelle le colonel Pépin, et lui donne l'ordre de tout arrêter. Francis Deswarte et son collègue sont dessaisis de l'enquête et deux ou trois mois plus tard, des policiers viendront lui faire changer sa version, lors d'une audition.
À 9 h 09, les gendarmes prennent une photo, puis deux plongeurs pompiers vont chercher le corps. Ils prennent chacun le corps par un bras, soulèvent le corps et le tirent jusqu’à la terre ferme. Un des pompiers trébuche, le corps n'est pas tombé, et ils le posent à genou sur la berge. Les gendarmes retournent le cadavre qui est dans un état de rigidité : son avant-bras droit reste figé en l'air.
À 9 h 10, après « un quart d’heure » passé à l'étang, des policiers et différentes autorités demandent au médecin-réanimateur de partir. Celui-ci rentre à la caserne de Rambouillet faire son rapport qui va disparaître. De l'étang, l'Adjudant-chef de plongeurs sapeurs pompiers retourne à la caserne de Versailles et fait quelques commentaires, puis le Colonel Ricard, Inspecteur Départemental des Services d’Incendie et de Secours des Yvelines, appelle Dorange, lui demandant d’envoyer en Préfecture cet adjudant-chef.
Trente minutes plus tard, le message tombe à la radio : le parquet saisit la PJ. : le colonel Pépin est dessaisi de l'enquête sur l'ordre du Procureur général Louis-Bruno Chalret. Jacques Foccart est intervenu pour que la gendarmerie soit dessaisie et que ce soit le SRPJ de Versailles dirigé par Claude Bardon, d'être chargé de l’enquête par l'intermédiaire du commissaire principal Alain Tourre et du commissaire Gilles Leclair,. Le Procureur général, Louis-Bruno Chalret menace le colonel Pépin « vous avez intérêt à ne pas continuer cette enquête ».
Après que le médecin-urgentiste soit parti, le docteur Xavier de Crépy, médecin local de permanence du Perray-en-Yvelines est appelé sur les lieux. Il arrive et signe le certificat de décès, en situant l'heure du décès la veille, le 29 octobre, sans même avoir examiné le corps.
À 9 h 00, Victor Chapot, proche conseiller du Président Valéry Giscard d’Estaing, est informé de la mort de Robert Boulin par un coup de téléphone d'Henri Martinet, un ancien collaborateur du ministre. Chapot se précipite chez Giscard qui apprend la nouvelle au téléphone au même moment. Valéry Giscard d'Estaing dira avoir appris la mort de son ministre à 11 h 30 du matin.
Des policiers viennent chez les Boulin à Neuilly et restent longtemps enfermés dans le bureau de Boulin, sans que la famille y ait accès. Le commissaire interroge Colette. Alors qu'elle assure qu'on a tué Robert Boulin, le policier la menace : « Bien sûr que votre mari a été assassiné. Vous ne voudriez pas qu'il arrive la même chose à vos enfants ».
Le matin, « le procureur ou le commissaire de Versailles » appelle Pierre Simon « le matin » pour lui dire qu’il va « recevoir au courrier du soir une lettre de Boulin ».
À 9 h 30, la lettre de Boulin arrive chez Jacques Chaban-Delmas, tandis que dans les jours qui suivent, les 13 autres lettres parviennent à leurs destinataires : des médias (l’AFP, le journal Sud Ouest et le journal (Minute) et des proches du ministre (politiques - Michel Debré, Achille Peretti, Alain Peyrefitte, Gérard César, avocats - Alain Maillot, francs-maçons - Pierre Simon), et le commissaire de police de Neuilly.
À 9 h 34, sans attendre les résultats des analyses, les politiciens et la police aux ordres du RPR donnent l'information à dire aux téléscripteurs de l'AFP qui annoncent le « suicide » de Boulin. Avant 10 h, tous les programmes s'interrompent pour laisser place à un flash spécial comme celui présenté par Alain Krauss sur RTL : comme nous vous l'avons dit tout à l'heure, « Robert Boulin s'est suicidé. Selon les premières constatations, le suicide ne fait aucun doute. Certaines presses avaient répandu des informations accompagnées de sous-entendu, concernant des opérations immobilières, pour expliquer le geste ».
À 10 h 30, alors que la procèdure veut que les premières constatations soient faites par un médecin légiste, le corps est emmené par hélicoptère à l'hôpital de la Pitié-Salpétrière en attendant d'aller à  l'institut médico-légal de Paris du quai de la Râpée.
Patrick Ollier, conseiller au cabinet du Garde des Sceaux Alain Peyrefitte, fait partie de l'équipe chargée de briefer la journaliste Danièle Breem, rédactrice en chef adjointe d'Antenne 2, afin qu'elle serve aux téléspectateurs un « suicide » dû à la relation entre sa femme et son fils, réprouvée par les mœurs (pédophilie). Tout était faux.
Après 12 h, l’adjudant-chef pompiers revient à la caserne de Versailles et dit que tous les pompiers sur place à l'étang ont eu la consigne de ne rien dire et de répondre toujours dans l’affirmative aux interrogations policières.
À 13 h 00, au journal télévisé de Antenne 2 de Jean-Pierre Pernaut, la journaliste Danièle Breem annonce que Robert Boulin s'est suicidé du fait d'une dépression causée par l'affaire de Ramatuelle, après s'être « bourré de barbituriques, il serait entré dans l'eau des étangs de Hollande et sans doute serait-il tombé, car on l'a retrouvé à genoux asphyxié dans 60 cm d'eau ».
Les assassins professionnels camouflent si bien le meurtre en suicide que même Giscard et Raymond Barre y croient: je ne savais pas « que le RPR allait assassiner Boulin ».
Des journaux mentent jusqu'à inventer que Robert Boulin a été pris d'un accès de folie, qu'il avait cassé tous ses meubles et qu'il aurait dû être interné d'office.
Le corps quitte l'hôpital de la Pitié-salpêtrière et est amené à l'institut médico-légal de Paris. Le substitut du procureur de Versailles, Daniel Leimbacher, va à l'institut médico-légal et demande aux deux docteurs de pratiquer des soins de thanatopraxie et d’embaumement, ce qu'ils exécutent, sans que la famille en soit informée. Les docteurs extraient la langue, le larynx, le pharynx et les poumons. En présence du substitut du procureur de Versailles, Daniel Leimbacher, du commissaire Alain Tourre et de quatre policiers du SRPJ ainsi que des garçons de salle, le chef de cabinet de Boulin, Marcel Cats, mandaté par la famille, s'oppose pendant quatre heures, au « charcutage sacrilège » de la dépouille. Il est expulsé par le Dr Bailly.
Le magistrat demande aux praticiens de limiter le nombre des examens aux constatations habituelles des noyades, tout en conservant les prélèvements effectués sur les poumons et les viscères.
L'institut médico-légal envoie les organes (langue, le larynx et les poumons) et les prélèvements de sang pour analyse au laboratoire de toxicologie de la préfecture de Paris à Ivry-sur-Seine.
Les organes sont renvoyés à l'institut médico-légal et les prélèvements de sang restent à Ivry, mais ces derniers seront volés et jamais retrouvés. Le Docteur Le Breton avait refusé de remettre les clés de l'armoire frigorifique à Jean Daubigny, Chef de Cabinet du préfet de police qui les exigeait : « Je ne peux les remettre qu'au magistrat instructeur, car il s'agit de scellés judiciaires ». Juliette Garat et le docteur Le Breton ont été agressés dans la rue et chassés du laboratoire où ils exerçaient depuis quarante ans.
Les organes placés sous scellés à l'institut médico-légal seront brûlés sur l'ordre de Jean Daubigny, Préfet de police de Paris.
À 20 h 20, le corps est amené avant la mise en bière chez les Boulin. Colette demande la raison des blessures du visage, on lui répond que c'est dû à l'autopsie.
Le lendemain, le mardi 30 octobre, à la tribune de l'Assemblée nationale, Jacques Chaban-Delmas dénonce la campagne de dénigrement d'un honnête homme : « puisons-nous méditer pour tirer les leçons de ce drame, cet assassinat », ce qui lui vaudra d'être « engueulé par Chirac ».
Au domicile-bureau de Libourne, toutes les archives de Boulin sont transportées aux fins de destruction dans un établissement libournais spécialisé. Les archives étaient gérées par l’attaché parlementaire libournais de Boulin, M. Basty, qui fut écarté de la permanence sans qu’on lui en donne les raisons. Bertrand Des Garets, suppléant de Robert Boulin a supervisé la destruction ordonnée par Paris. M. Bernard Fonfrède, de Coutras, attaché parlementaire, conduisit la destruction de la seconde partie des dossiers dans une usine de papeterie à Saint Antoine sur l’Isle. Il fallut deux camions de la Gendarmerie pour effectuer ce transport.
Quelques jours après la mort de Boulin, Jeannot Grollière, membre du SAC, emprunte le pick-up de Roger Kieffer pour récupérer des archives au domicile-bureau de Libourne et les détruire à la broyeuse de la papeterie Soustre à Saint-Seurin.
Des instances parisiennes ont prié Bernard Fondrède de stopper immédiatement son travail de formation d'une documentation pour éditer une plaquette souvenir.
Le mercredi 31 octobre 1979, Max Delsol, le premier garde du corps du ministre conseille à Fabienne Boulin de détruire les boîtes de barbituriques et de valium de l'armoire à pharmacie de l'appartement de son père, ce qu’elle fit le soir même. La destruction des boîtes de barbituriques qui étaient pleines, et celle du flacon de valium de Colette qui est presque plein, prive de mettre à mal l’explication du suicide.
Le vendredi 2 novembre, le malfrat Jacques Mesrine est abattu par la police.
Le samedi 3 novembre, Boulin est enterré dans son village natal à Villandraut en présence de Raymond Barre, de ministres, de résistants, excepté Peyrefitte Chirac et Giscard, ce dernier étant à la chasse. Chaban-Delmas vient voir Colette et Jean Lalande à Barsac. Il leur demande les dossiers de Boulin pour pouvoir lancer ses sbires, sans cela il ne pèserait pas plus lourd que Boulin, et aura peur et pour eux et pour lui : « ce personnage est dangereux, beaucoup plus que vous ne pouvez le penser ».
Pendant ce temps la, le portrait de Mme Colette Boulin réalisé en 1970 par Pierre Simona, a été dérobé dans l’appartement des Boulin, le jour de l’enterrement. Les maisons de toute la famille seront visitées, cambriolées à plusieurs reprises. Les voleurs n'emportent jamais la télévision ou le magnétoscope. Ils s'intéressent toujours aux papiers. Une camionnette d'EDF reste garée un temps fou devant Fabienne Boulin-Burgeat. Mais l'agence EDF ne connaît pas de véhicule posté à cet endroit. Des réparateurs empressés des PTT - inconnus à l'agence PTT - viennent et reviennent prétextant que le téléphone ne marche pas bien.
Le 6 novembre, Chaban-Delmas dit à Jean Mauriac que « c'est Chirac, c'est le RPR qui a fait le coup ».
Le 7 novembre, la voiture de Jacques Paquet, qui fut chef de cabinet de Robert Boulin au ministère de la Santé, est fracturée. Toutes les affaires, et les dossiers avaient disparu. Son domicile est également cambriolé. Le député Laurent Fabius craint que la vérité soit étouffée.
Nicolas Sarkozy, 24 ans est membre du comité central du RPR au moment de la mort de Robert Boulin. Ses deux « parrains politiques », Charles Pasqua et Achille Peretti, maire de Neuilly, font partie du décor. Quelques jours plus tard, ce dernier vient chez les Boulin. Alain Morlot, le kiné, enregistre sur cassette audio la conversation entre Colette et Achille Peretti. Peretti propose plus de 6 millions de francs pour son silence et qu'elle ne demande pas des investigations plus poussées : « Taisez-vous ! Vous n’aimeriez pas que Bertrand finisse comme Robert… » « Je sais tout ! », lui lance alors la veuve de Robert Boulin. « Alors faites sauter la République ! » rétorque Péretti. Colette subit des menaces contre son fils afin qu'elle ne relance pas l'enquête,.
Quinze jours après la mort de Boulin, Charles Pasqua est réintégré dans toutes ses fonctions au RPR.
Un jour de novembre, le journaliste du Monde, James Sarazin, qui défend la thèse de l'assassinat, sort du palais de Justice, quand deux individus l'attendent : le premier alpague le journaliste par-derrière et le plaque contre la grille d'enceinte, pendant que l'autre le menace d'arrêter de poursuivre son enquête, sous peine qu'on fasse du mal à lui et à sa famille.
L'année qui suit verra l'assassinat de quatre personnalités : l'ancien ministre gaulliste Joseph Fontanet qui méprisait le SAC et qui voulait le dissoudre, est assassiné à Paris, l'agent René Journiac qui décède dans le crash d’avion personnel à Ngaoundéré, le député RPR Charles Bignon, qui est broyé par un camion et Fouad Allia, alias « Michel le Libanais » qui est abattu à Paris. Son neveu Pierre Allia dira qu'il a été témoin de la mort de Robert Boulin.
Le 9 octobre 1980, Alexandre Sanguinetti décède et peu de temps après, le domicile de sa fille, Laetitia, qui fut l'attachée parlementaire de son père, a été cambriolé à plusieurs reprises, tandis que des « barbouzes » sont venus l'interroger pour savoir si elle détenait des « preuves écrites de l'assassinat » de Robert Boulin.
Le film se termine par : « Après la tuerie d'Auriol, le SAC est dissout par François Mitterrand le 3 août 1982 ».

## Fiche technique
- Réalisateur : Pierre Aknine
- Scénario : Pierre Aknine et Gérard Walraevens
- Image : Steeven Petitteville
- Compositeur : Armand Amar
- Production : GMT
- Durée : 90 min
- Pays d'origine :  France
- Date de diffusion :
  - 29 janvier 2013 sur France 3
- Audiences à la première diffusion : 3,08 millions de téléspectateurs soit 11,1 % des parts[100]

## Distribution
- François Berléand : Robert Boulin, le ministre
- Florence Muller : Colette Boulin, l'épouse
- Philippe Torreton : Henri Tournet, promoteur
- André Marcon : Jacques Foccart, membre du SAC
- Eddie Chignara : Patrice Blank, conseillé en communication de Boulin
- Pierre Moure : Bertrand Boulin, le fils
- Julie Duclos : Fabienne Boulin, la fille
- Luce Mouchel : Monique De Pinos, ex-femme de Tournet et amie de Colette
- Grégoire Oestermann : Jacques Chaban-Delmas, président RPR de l'Assemblée nationale
- Gilles David : Pierre Debizet, membre du SAC
- Michaël Abiteboul : Yann Gaillard, directeur de cabinet
- Yohan Lopez : Eric Burgeat, le gendre
- Evelyne Buyle : Danielle Breem, la journaliste
- Jean-Luc Porraz : Alain Duhamel, le journaliste à Europe 1
- Stéphane Jobert : Charles Pasqua, conseiller de Chirac
- Daniel Mesguich : Achille Peretti, maire RPR de Neuilly
- Hubert Saint-Macary : Colonel Pépin, chef de la gendarmerie des Yvelines
- Hervé Pierre : Raymond Barre, premier ministre
- Philippe Paimblanc : Alain Peyrefitte, ministre RPR de la Justice
- Antoine Gouy : Daniel Leimbacher, substitut du Procureur